# Julião Amin
Julião Amin Castro (São Luís, 1 de outubro de 1946) é um advogado e político brasileiro, filiado ao Partido Democrático Trabalhista (PDT). Foi deputado estadual (1995–2007) e deputado federal (2007–2015 e 2016-2019).

## Carreira política
Filiou-se ao PDT em 1980 onde foi presidente do Diretório Estadual da legenda. Julião só foi eleito pela primeira vez a um cargo eletivo em 1994 ao eleger-se deputado estadual e reeleito em 1998 e 2002. Abriu mão da reeleição em 2006 quando foi eleito deputado federal. Foi reeleito em 2010. Em 2014, para a 55.ª legislatura (2015-2019), sua eleição dependeu do julgamento da validade dos votos de Deoclides Macedo, da coligação PMDB / DEM / PTB / PV / PRB / PR. Como os votos desse acabaram anulados pela Justiça Eleitoral, obteve a vaga que era ocupada pelo deputado Davi Alves Silva Júnior em novembro de 2016.
Tentou a reeleição em 2018, mas não obteve êxito.